# Дембова-Лонка (гміна)
Гміна Дембова-Лонка (пол. Gmina Dębowa Łąka) — сільська гміна у північній Польщі. Належить до Вомбжезького повіту Куявсько-Поморського воєводства.
Станом на 31 грудня 2011 у гміні проживало 3244 особи.

## Площа
Згідно з даними за 2007 рік площа гміни становила 86.13 км², у тому числі:
- орні землі: 85.00%
- ліси: 8.00%

Таким чином, площа гміни становить 17.18% площі повіту.

## Населення
Станом на 31 грудня 2011:
| Опис     | Загалом | Загалом | Чоловіки | Чоловіки | Жінки | Жінки |
| -------- | ------- | ------- | -------- | -------- | ----- | ----- |
| одиниця  | осіб    | %       | осіб     | %        | осіб  | %     |
| все      | 3244    | 100     | 1640     | 50.55    | 1604  | 49.45 |
| міське   | 0       | 100     | 0        |          | 0     |       |
| сільське | 3244    | 100     | 1640     | 50.55    | 1604  | 49.45 |

## Сусідні гміни
Гміна Дембова-Лонка межує з такими гмінами: Боброво, Ґолюб-Добжинь, Ковалево-Поморське, Ксьонжкі, Вомбжежно.